# Пустаи, Лиза
Лиза Пустаи (венг. Pusztai Liza; род. 11 мая 2001, Будапешт) — венгерская фехтовальщица-саблистка, призёр чемпионатов мира и Европы.

## Биография
Родилась в 2001 году в Будапеште. В 2017 году стала бронзовым призёром чемпионата Европы в индивидуальном зачёте. На чемпионате Европы 2019 года завоевала серебряную медаль в командных соревнованиях.